# Christian Reder

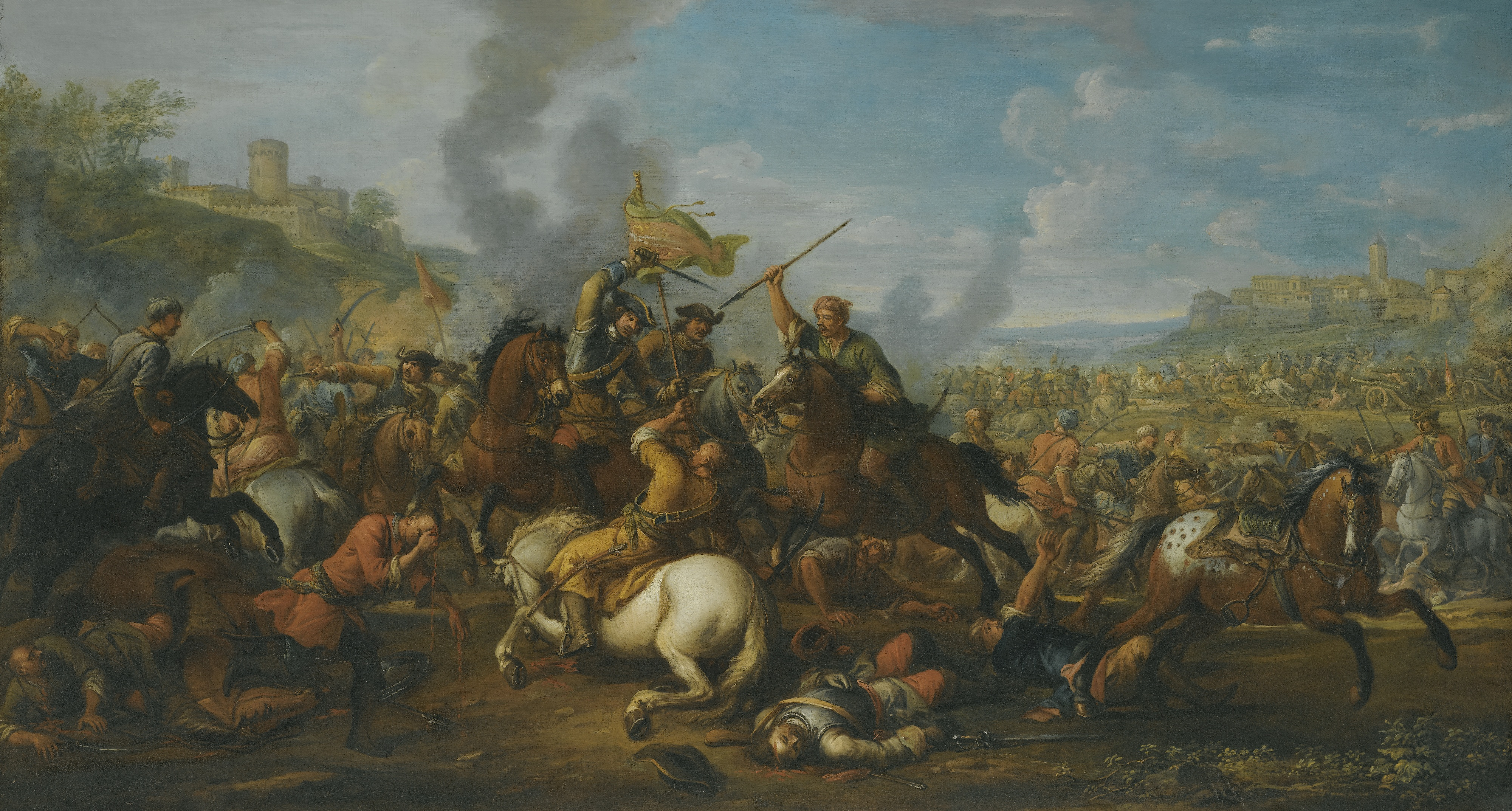
Scène de Bataille entre Turcs et Chrétiens
Vente Sotheby's 2011

Christian Reder dit Monsu Leandro né à Leipzig en 1656 et mort à Rome en 1729 est un peintre baroque romain, spécialisé dans les scènes de batailles.

## Biographie
Cet artiste demeure une personnalité en partie obscure, connu surtout comme peintre de batailles, bien que son œuvre soit encore faiblement documentée.
Il serait arrivé à Rome en 1686 où il entra à l'atelier de Daniel Seiter.
En 1697, il peignit pour Jean-Baptiste Borghèse une Vue d'un carrousel représentant les fêtes organisées par le prince à l'occasion du passage du pape Innocent XII, en route vers le port d'Anzio (Rome, Galerie Borghèse). Pour cette même occasion, il peignit un autre tableau illustrant la visite du pape au port (Musée de Rome).
Federico Zeri lui a attribué deux tableaux de la galerie Pallavicini et sur cette base, deux autres toiles des galeries florentines lui ont été attiribuées.

## Œuvres
- Scène de bataille entre chrétiens et turcs, huile sur toile, 74 × 135 cm, Vente Sotheby's Londres 27 octobre 2011[2]
- Après la bataille, après 1710, huile sur toile, 56 × 165 cm, palais Pitti, dépôts. Provient de la collection Ferroni et autrefois attribuée à un élève du Bourguignon. Son pendant est La Bataille entre Chrétiens et Turcs, conservée au Cenacolo de San Marco[3].
- L'Arrêt au campement, 1716, huile sur toile, 62 × 74 cm, écrit au dos de la toile "Monsieur Leandre / En Rome / 1716", vente Pandolfini 28 novembre 2014[4]
- Paire Repas en plein air et Compagnie de chasseurs au repos, huiles sur toile, 57 × 73 cm, Vente Dorotheum 21 avril 2015[5]
- Campement militaire avec soldats buvant et fumant, huile sur toile, 60 × 112 cm, Vente Christie's Londres 29 April 2014 Campement Christie's 2014